# Capitole de l'État de l'Oregon
Vous lisez un « bon article » labellisé en 2008.
Le capitole de l'État de l'Oregon (en anglais : Oregon State Capitol) aux États-Unis est le bâtiment abritant l'assemblée législative, les bureaux du gouverneur, du secrétaire d'État (en) et du trésorier (en) de l'État d'Oregon. Il se situe dans la ville de Salem, capitale de l'État. Le bâtiment actuel, construit pendant la Grande Dépression entre 1936 et 1938 et agrandi en 1977, est le troisième bâtiment abritant le gouvernement de l'État à Salem. Les deux précédents ont été détruits par le feu, l'un en 1855 et l'autre en 1935.
C'est la société new-yorkaise d'architectes Trowbridge & Livingston (en) qui a conçu cet immeuble Art déco en association avec Francis Keally. Une grande partie des murs intérieurs et extérieurs sont en marbre. Le bâtiment a été enregistré au Registre national des lieux historiques en 1988. L'agence gouvernementale des travaux publics PWA finança partiellement la construction du bâtiment. La partie centrale du bâtiment qui possède un dôme de 51 mètres de haut coûta 2,5 millions de dollars alors que les ailes dont la superficie atteint 21 716 m2 ont couté 12,5 millions de dollars. Les jardins entourant le bâtiment abritent des œuvres d'art, des fontaines et des végétaux, notamment les emblèmes de l'État : le pin de l'Oregon et le Mahonia à feuilles de houx appelé Oregon-grape aux États-Unis.

## Histoire
Avant la création du territoire de l'Oregon en 1848, l'Oregon Country choisit la ville d'Oregon City comme capitale.
Le premier capitole de l'État fut donc situé à Oregon City. Un des bâtiments utilisés par le gouvernement fut construit par John L. Morrison en 1850, et fut employé un moment en tant que capitole jusqu'au déménagement définitif du gouvernement dans la ville de Salem. La désignation d'Oregon City comme siège du pouvoir fut proclamée par le gouverneur Joseph Lane. En 1850, une loi déclara Salem capitale de l'État. Cependant, le gouverneur John P. Gaines (en) refusa de relocaliser le capitole, et voulut le laisser avec la cour suprême à Oregon City. Un acte du congrès américain daté du 14 mai 1852 imposa que le capitole soit situé à Salem.
Le 13 janvier 1855, une demande fut faite pour que le siège soit déplacé à Corvallis plutôt qu'à Salem, mais le gouverneur George Law Curry et d'autres politiciens s'y opposèrent car les travaux avaient déjà débuté à Salem. Le secrétaire au Trésor des États-Unis à Washington déclara que tout changement de siège serait illégal sans l'accord du congrès américain et le siège resta alors à Salem après que le gouvernement de l'Oregon eut signé un document le 15 décembre 1855 en faveur de Salem.
Cependant, le capitole fut ravagé par un incendie le 29 décembre 1855 et le gouvernement en place relança les discussions sur l'emplacement du siège de l'État. Un vote fut alors demandé aux habitants de l'État en juin 1856 lors d'un scrutin à deux tours. Le vote initial donna les villes d'Eugene et de Corvallis victorieuses au premier tour, mais certains votes furent invalidés pour cause de non-respect de la loi et Salem fut remise en course pour le second tour avec Corvallis. En octobre, le second tour, qui connut un faible taux de participation, offrit la victoire aux défenseurs de la ville de Salem. En 1862, un nouveau vote fut demandé mais aucune ville n'eut le quota de voix nécessaires défini par la loi. En 1864, Salem reçut 79 % des voix et fut déclarée définitivement capitale d'état. La constitution de l'Oregon indique dans l’article XIV que le siège de l'État est Salem, qui est elle-même le siège du comté de Marion.

### Premier capitole (1855)

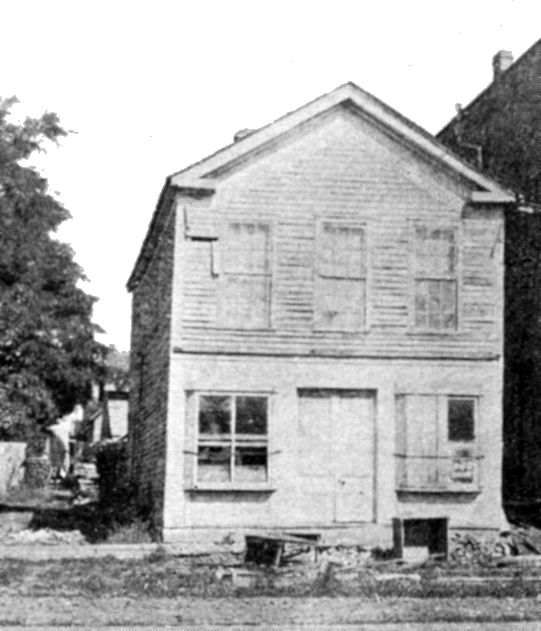
Bâtiment utilisé comme capitole en 1855 lorsque la capitale de l'État fut brièvement localisée à Corvallis.

Le terrain utilisé pour ériger le premier capitole était référencé sous la dénomination de « bloc 84 ». Ce terrain fut vendu aux autorités par un des fondateurs de Salem dénommé W. H. Willson. La construction débuta en 1854, peu après la confirmation par le congrès des États-Unis que la capitale de l'État serait installée dans la ville. Cependant, à la suite du déplacement du siège de l'État à Corvallis, la construction fut arrêtée ; les travaux reprirent au retour du siège dans la ville de Salem et s’achevèrent en 1855.
Le bâtiment avait une architecture inspirée du style renaissance grecque. Il faisait 23 mètres sur 15, avait une façade de pierres munie d’un portique de 3 mètres. Le premier étage faisait près de 6 mètres de haut et le second 4,5 mètres avec un entablement de 2,4 mètres. Le bâtiment était décoré de quatre colonnes ioniques sur la façade nord. Au premier étage, une des pièces de 8 mètres sur 6 servait de maison de justice fédérale. Une pièce dévolue à la chambre de l'État faisait 14 mètres sur 11 et possédait trois entrées. Le hall principal situé au premier étage était muni d'une entrée de 5 mètres de large.
Au deuxième étage se trouvait la chambre du sénat (11 m sur 8) et la bibliothèque du territoire (11 m sur 6). L'étage possédait également une galerie, trois salles de réunion et plusieurs bureaux utilisés par les clercs du gouvernement.
L'après-midi du 29 décembre 1855, un incendie ravagea le bâtiment et tous les documents qui y étaient conservés. L'incendie débuta dans un local inachevé et inoccupé situé au nord-est du bâtiment. Le feu ne fut découvert qu’à 12 h 30. Un incendie volontaire fut suspecté mais personne ne fut arrêté. Le site resta un amoncellement de pierres pendant plusieurs années. Un bâtiment provisoire appelé Holman Building situé en banlieue fut utilisé par le gouvernement de 1859 à 1876. Le gouvernement était situé au second et au troisième étage du bâtiment qui abritait déjà d'autres services de l'État.

### Second capitole (1876–1935)

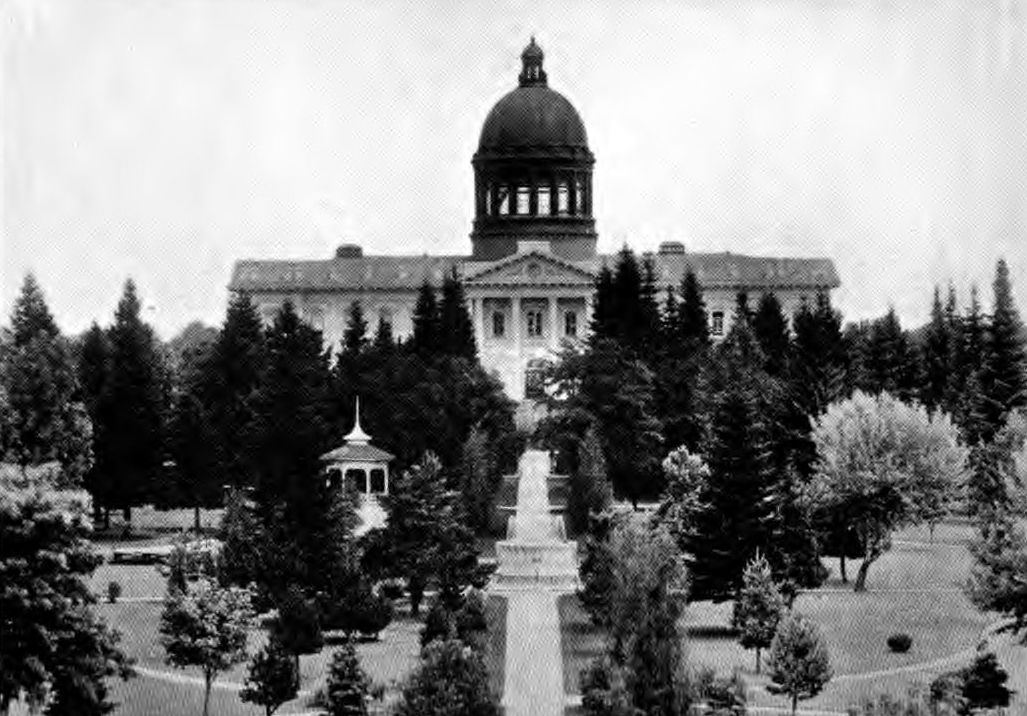
Capitole de l'Oregon (1876–1935).
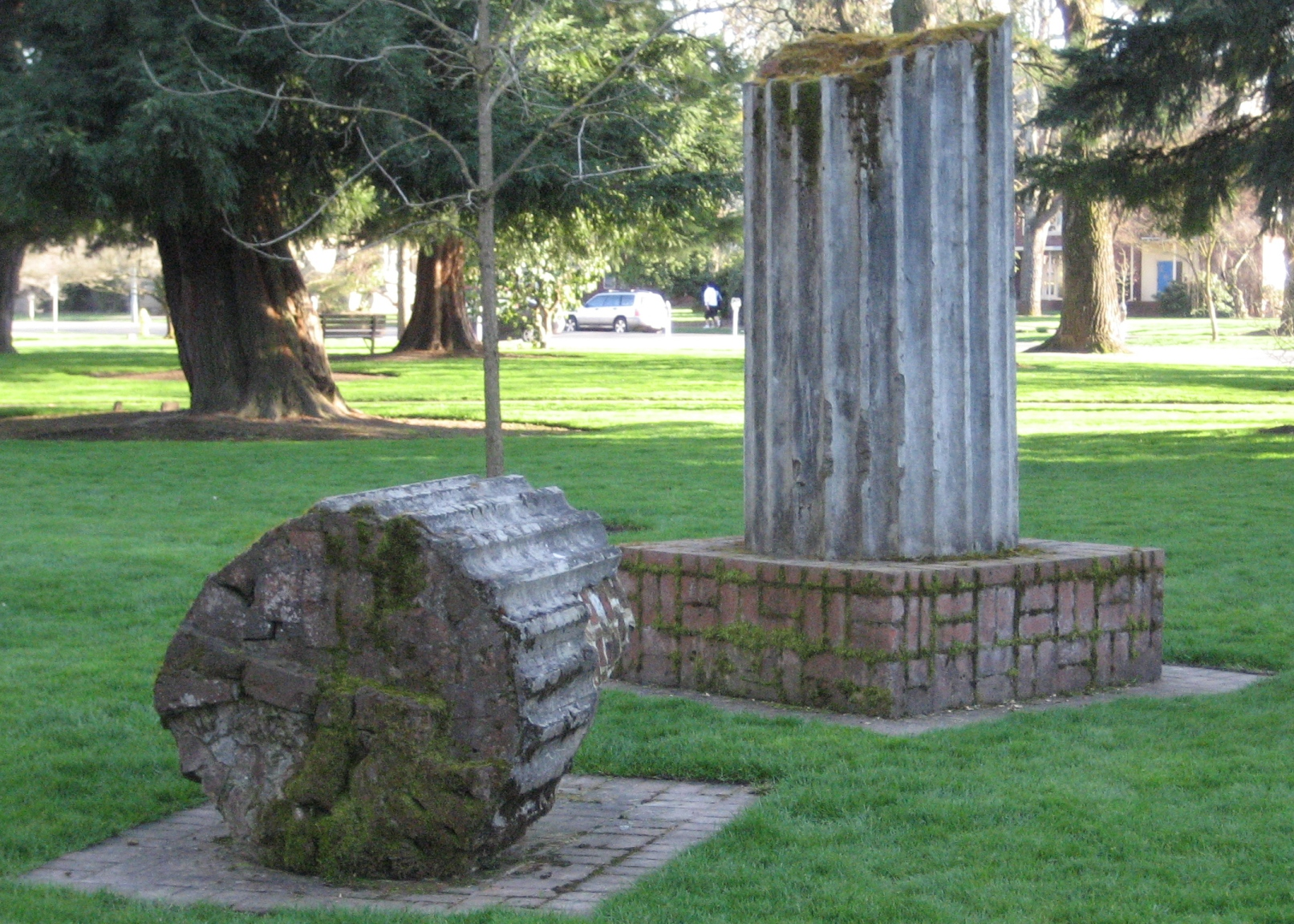
Piliers du second capitole.

Les plans du nouveau capitole prirent forme à partir de 1872 lorsque les pouvoirs publics libérèrent 100 000 dollars pour sa construction. Le second capitole, construit entre 1873 et 1876, avait deux niveaux principaux. Le premier niveau était double et partiellement sous le niveau du sol. Le coût total s'éleva finalement à 325 000 dollars. La pose de la première pierre se fit le 5 octobre 1873 lors d'une cérémonie au cours de laquelle le gouverneur Stephen F. Chadwick fit un discours. La construction qui se faisait sur l'ancien site du premier capitole fut partiellement terminée grâce à l'utilisation des prisonniers de la prison de l'État de l'Oregon. Justus F. Krumbein et Gilbert furent les architectes qui dessinèrent le bâtiment.
Construit en pierres mais aussi avec cinq millions de briques, le capitole mesurait 84 m sur 41 avec un dôme de près de 55 mètres de haut. Le rez-de-chaussée était fait de grès de l'Oregon provenant de la région de la rivière Umpqua. La rotonde était carrée et haute de 16 m. La chambre du Sénat faisait 23 m sur 14 et la chambre des Représentants 26 m sur 23. Au second niveau se trouvaient la cour suprême de l'Oregon (16 m sur 14) et la bibliothèque d'État (23 m sur 21). Une galerie d'art était également présente à l'étage. À l'extérieur, le bâtiment possédait des pilastres et des portiques à deux niveaux sur les extrémités occidentale et orientale du capitole,. Le capitole possédait également un petit restaurant. Les fenêtres des ailes étaient décorées de meneaux. Le dôme de cuivre haut de 30 m était soutenu avec des plaques de fer et d’acier. Il était de style Renaissance avec des colonnes corinthiennes au niveau de l'entrée principale dans le même style que le Capitole des États-Unis.
Le côté occidental de la construction était dirigé vers la rivière Willamette. Le gouvernement emménagea dans le bâtiment en août 1876 avant même que le dôme ne fût achevé. Le projet initial prévoyait la présence de deux tours de chaque côté du dôme mais celles-ci furent enlevées du projet pour raison budgétaire. Le bâtiment fut ensuite utilisé jusqu'au 25 avril 1935.
Le 25 avril à 18 h 43, un témoin qui avait vu de la fumée sortir du bâtiment alerta le service incendie. Des citoyens présents s'activèrent pour sauver des objets à l'intérieur du bâtiment en feu mais ils furent priés de partir à l'arrivée des pompiers. Parmi ces citoyens, Mark Hatfield (20 ans) devint plus tard gouverneur de l'État. L'analyse du sinistre montra que l'incendie débuta dans l'aile orientale du capitole avant de se propager rapidement au reste du bâtiment. La chaleur intense ravagea même le dôme cuivré.
Les flammes étaient visibles de la ville voisine de Corvallis. Un pompier et étudiant de l'université Willamette décéda lors de l'intervention qui vit des pompiers en provenance de la ville de Portland. Les autorités de Salem envoyèrent sept camions incendie et trois arrivèrent de Portland. Seuls les murs extérieurs étaient toujours debout après l'incendie. Les pertes s'élevaient à 1,5 million de dollars alors que l'État n’était pas assuré. Heureusement, le gouvernement avait envoyé de nombreux documents à Portland pour les faire conserver par l'Oregon Historical Society. Bien que la cour suprême ait déménagé en 1914 dans l'Oregon Supreme Court Building, les deux bâtiments étaient reliés par une gaine technique. Lors de l'incendie, la bibliothèque d'État se situait dans la cave et au premier étage du bâtiment de la cour suprême. De nombreux livres furent touchés par les eaux d'incendie qui arrivèrent via ce passage.
Les bureaux furent déplacés dans d'autres bâtiments de l'État dans la banlieue de Salem jusqu'à la construction du troisième capitole.

### Troisième capitole (1938-présent)

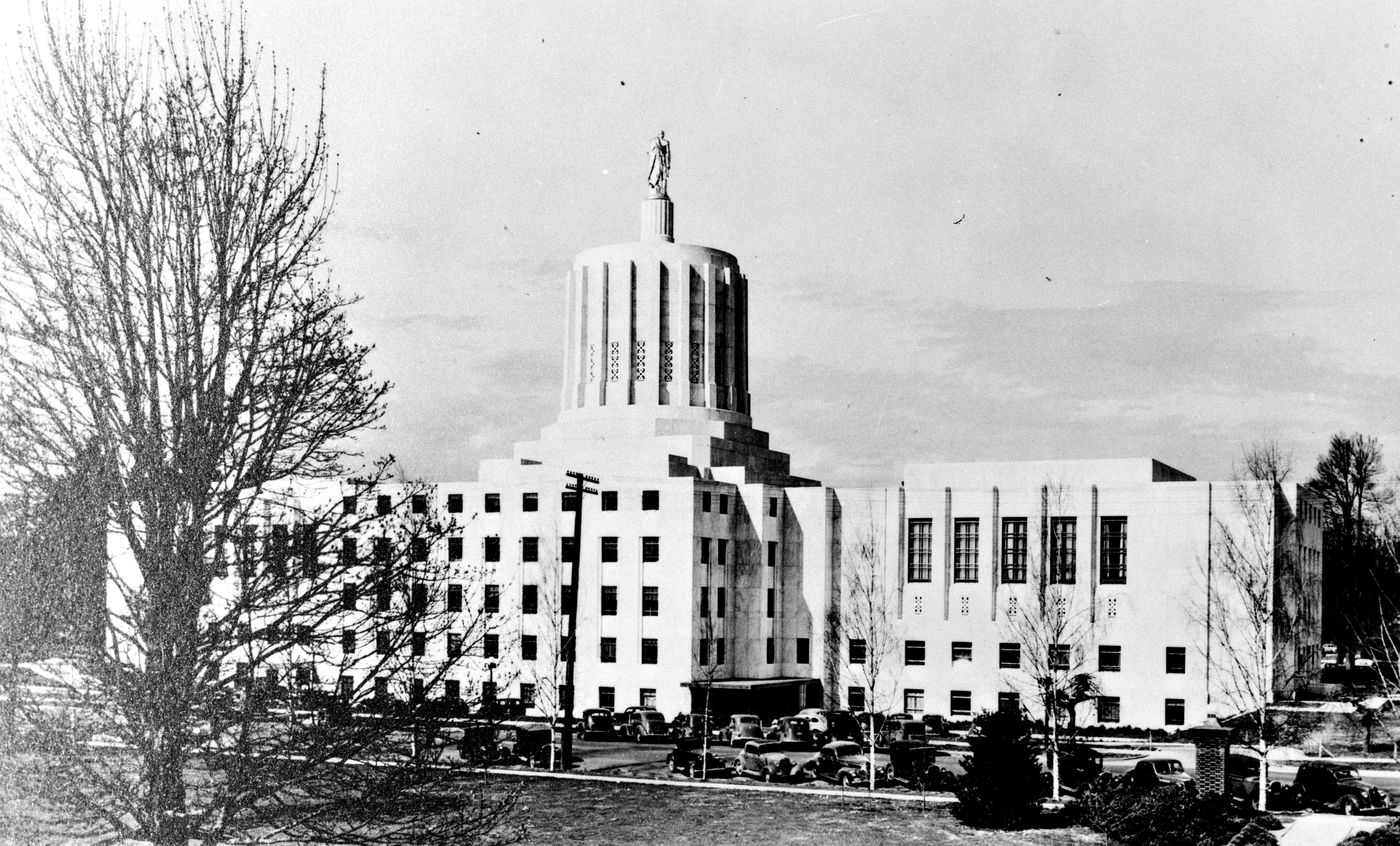
Troisième capitole en 1939.
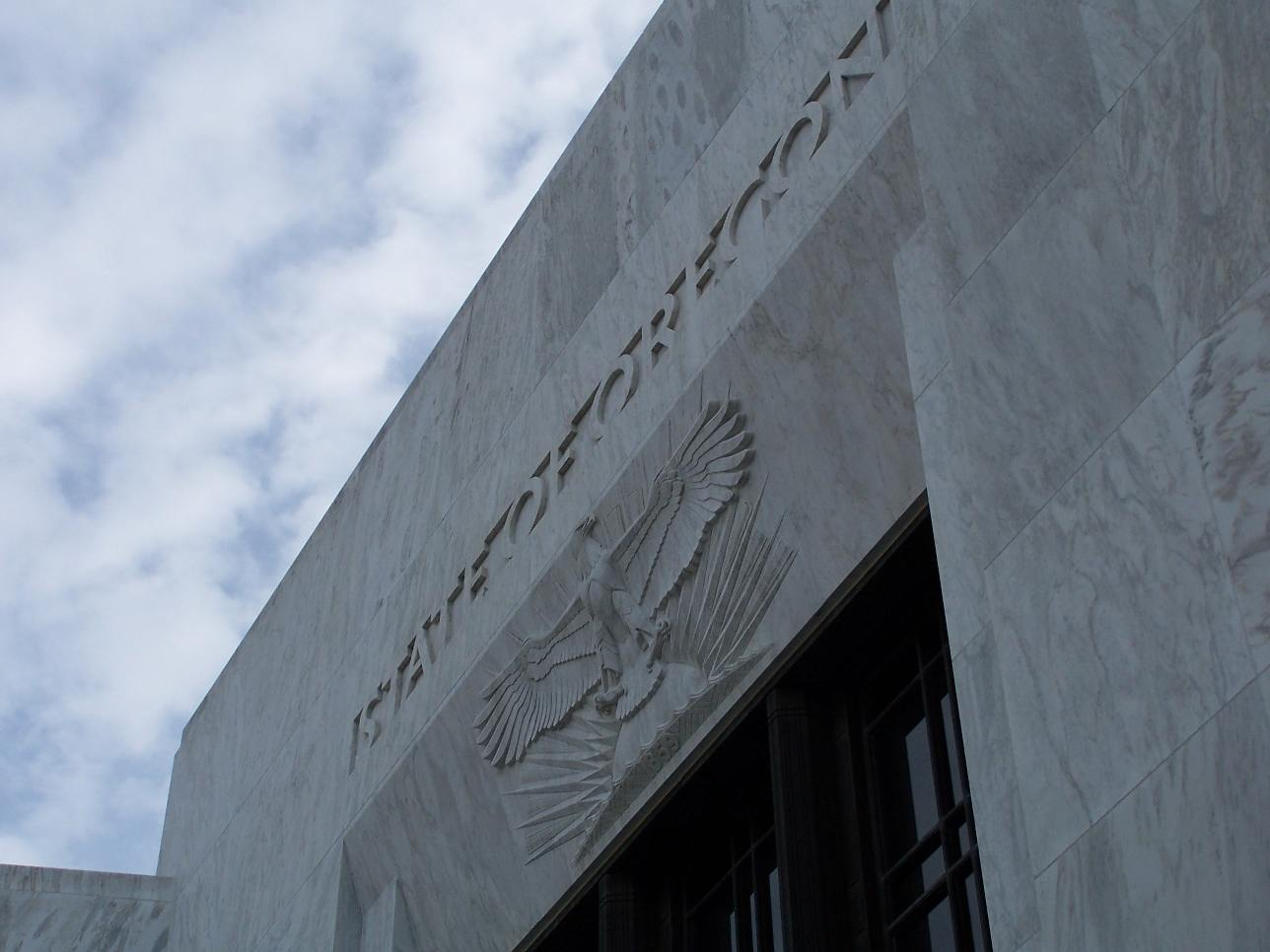
Entrée principale du capitole sur la façade nord.
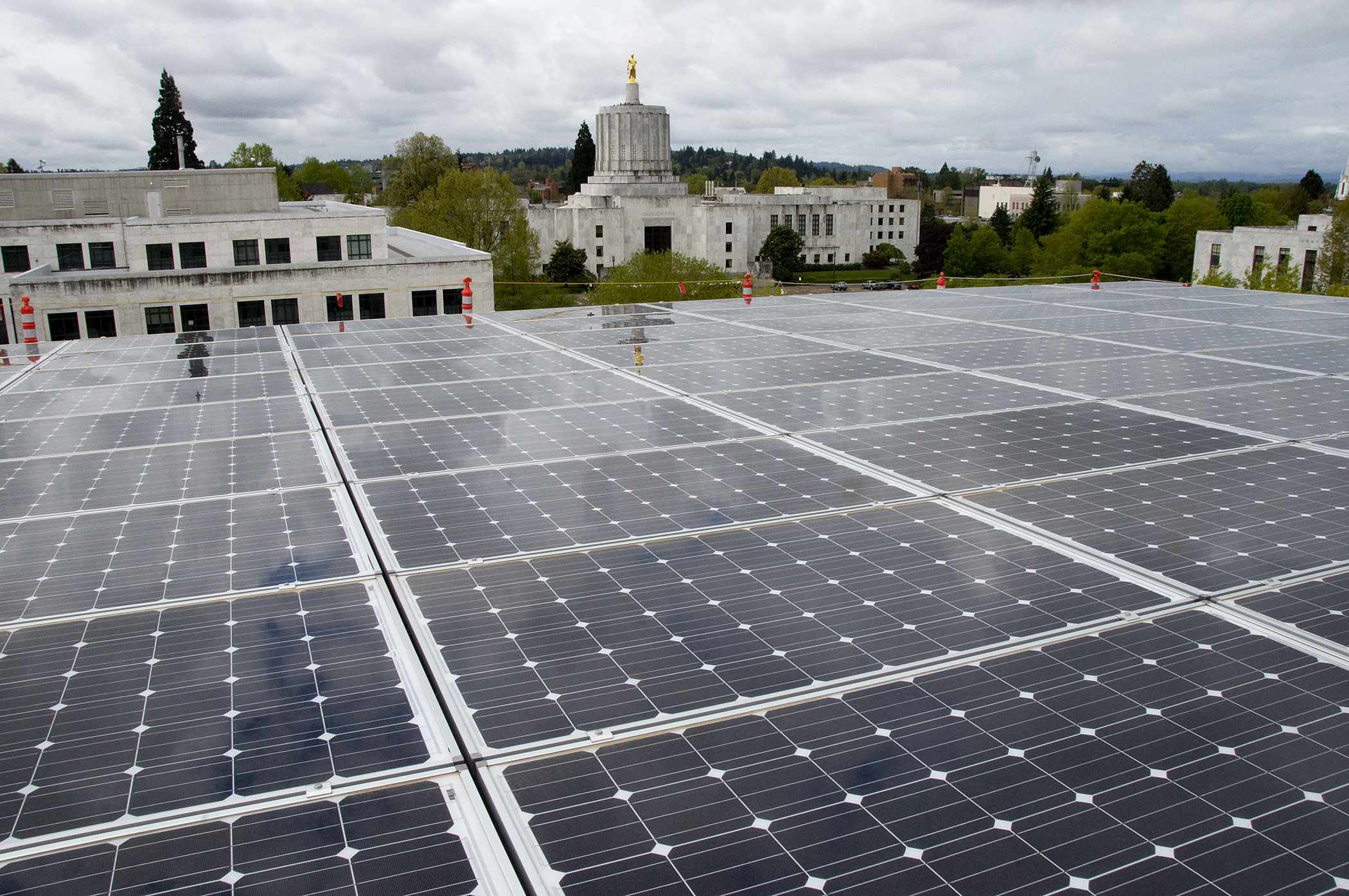
Panneaux photovoltaïques.
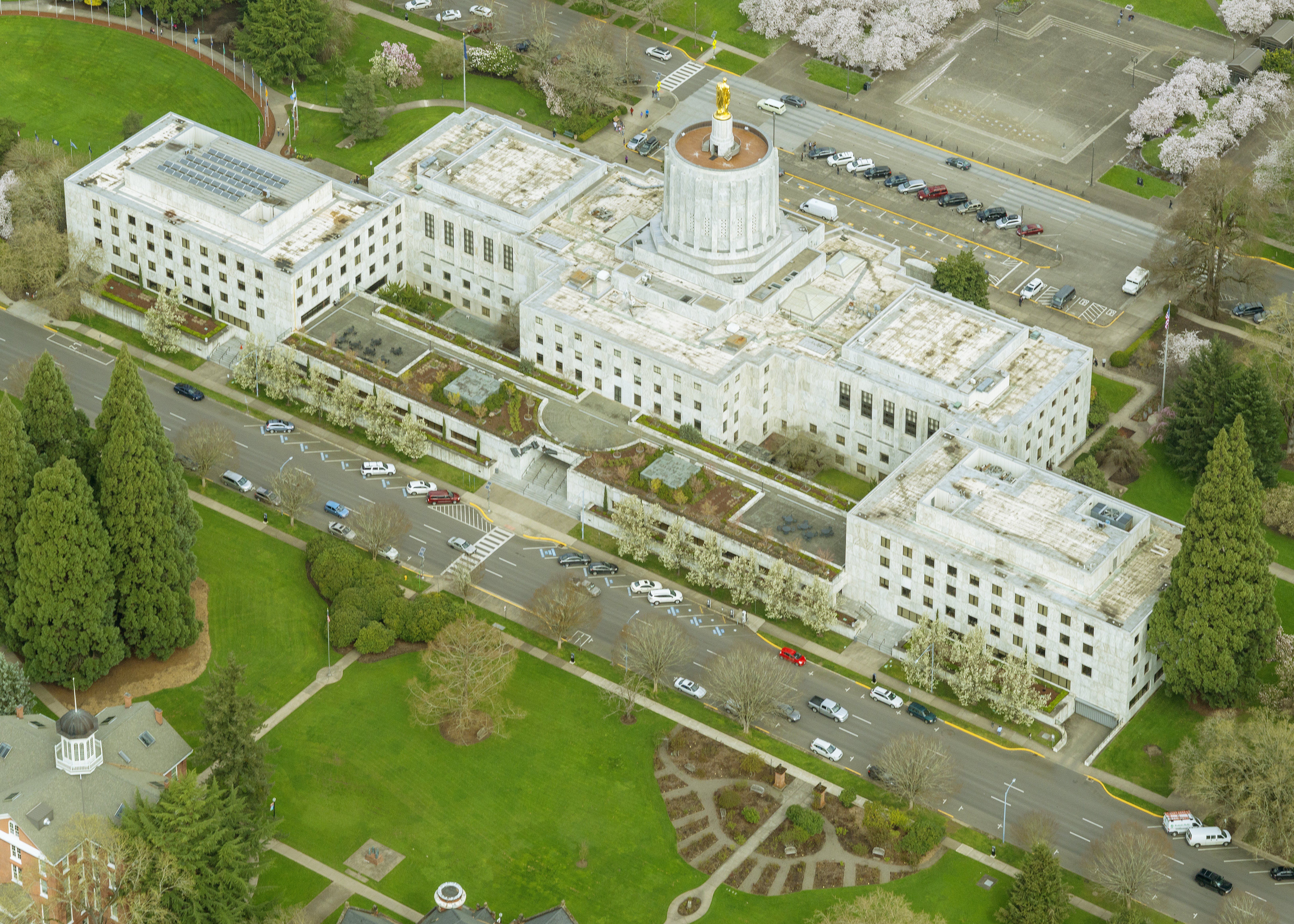
Vue aérienne en 2017.

La construction du troisième capitole débuta le 4 décembre 1936 et fut achevée en 1938. En 2008, il s'agissait du quatrième capitole le plus récent des États-Unis. La construction fut inaugurée le 1er octobre 1938 avec des discours du président Franklin D. Roosevelt, de Leslie M. Scott (en), de Robert W. Sawyer, et du gouverneur de l'Oregon Charles Henry Martin. Choisi parmi 123 propositions lors d'un concours national, le projet retenu avait une forme différente par rapport aux autres capitoles du pays. L'architecture était un mélange du style dépouillé égyptien et du style raffiné grec.
Une controverse apparut avant même le début de la construction, lorsque le gouverneur Martin suggéra de le positionner au calme dans la banlieue sud de la ville sur une colline nommée Candelaria Heights. Une autre proposition demandait de racheter le terrain du campus de l'université Willamette et d'y installer le nouveau capitole.
Une seconde controverse provenait de la coupole qui avait une forme de « pot de peinture » très éloignée des dômes traditionnels comme celui du second capitole. Il fut même surnommé la « cage à écureuil ». Le public était aussi partagé par la position de la statue dorée de l’Oregon Pioneer (en) (Pionnier de l'Oregon) au sommet du dôme. La mise en place de la statue débuta le 17 septembre 1938 et dura plusieurs jours avec des équipements lourds de levage.
La construction du bâtiment, qui coûta 2,5 millions de dollars, fut financée à hauteur de 45 % par le gouvernement fédéral. Le nouveau bâtiment mesurait 120 mètres sur 50 pour 51 mètres de haut. Sa superficie utile était de 131 750 m2,. L'extérieur fut paré de marbre du Vermont. Le lobby, la rotonde, et les halls furent décorés de pierres de travertin roses et polies en provenance du Montana. Le sol et l'escalier de la rotonde étaient faits de marbre Phoenix Napoleon en provenance du Missouri. Les plinthes noires en marbre et les pierres extérieures provenaient du Vermont. Le coût initial était estimé à 3,5 millions de dollars mais le gouvernement limita la construction en vue de diminuer le coût à 2,5 millions. Les pièces retirées du plan original furent ajoutées en 1977 lors d'un projet d'extension de 12,5 millions de dollars qui ajouta de nouvelles ailes. La surface du capitole fut alors doublée.
Le 25 mars 1993, un tremblement de terre (surnommé Scotts Mills) d'une magnitude 5,6 sur l'échelle de Richter endommagea le dôme et la rotonde située en dessous fut fermée au public durant les deux années de réparation. À la suite des vibrations, la statue se déplaça au sommet du dôme tout en fendant le dôme. Une fissure d'un mètre apparut également à l'ouest du bâtiment. Les réparations coûtèrent 4,3 millions et la structure fut renforcée par des barres d'acier.
En 2002, les ailes furent rénovées et modifiées pour un coût de 1,3 million de dollars dans le but de refaire l'électricité. En avril 2002, le bâtiment fut le premier capitole du pays à produire de l'énergie solaire grâce à soixante panneaux photovoltaïques d'une puissance totale de 7,8 kilowatts. Un tiers de l'énergie produite est utilisé pour l'éclairage de la statue la nuit.

## Décoration intérieure et extérieure

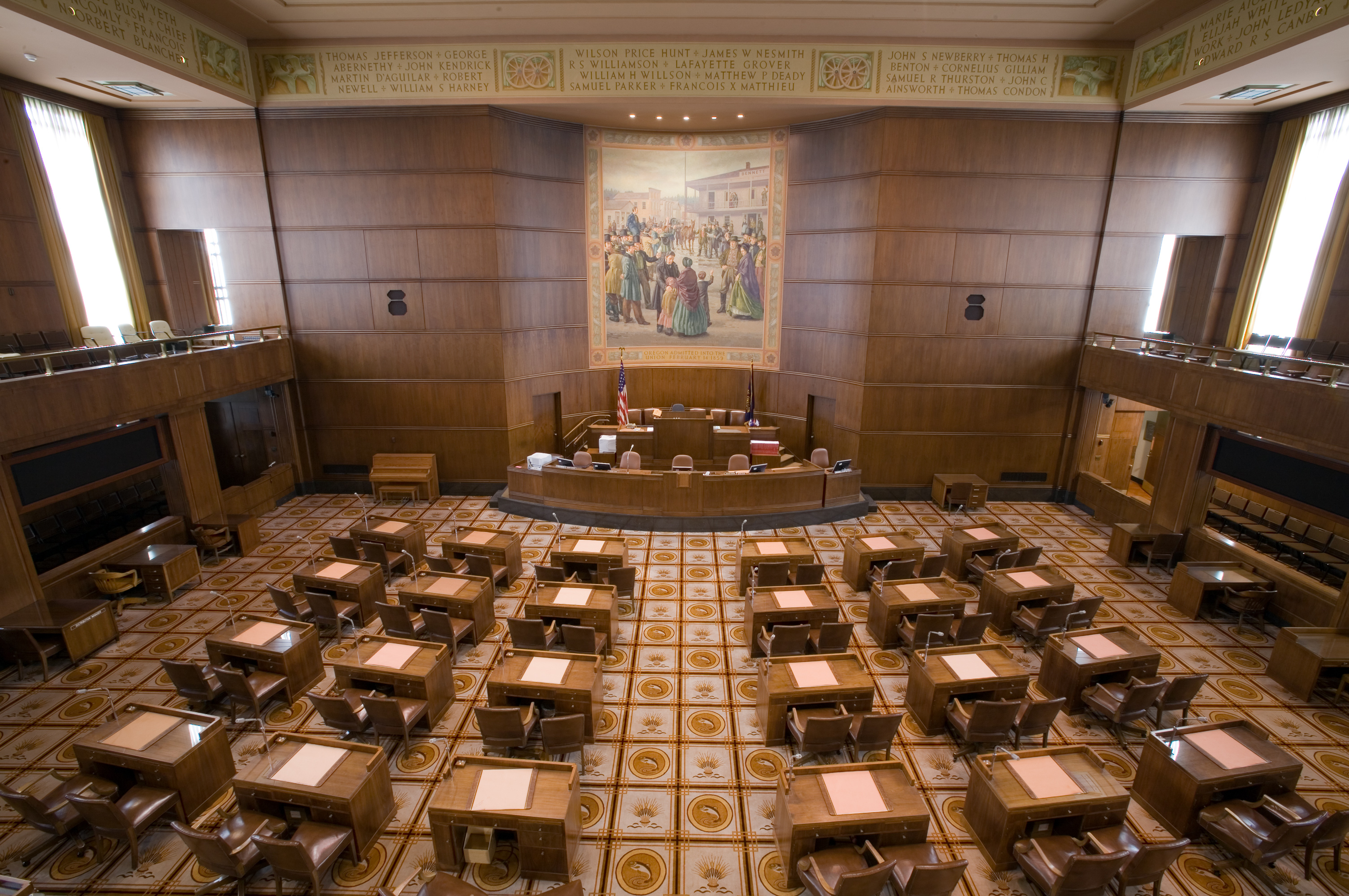
Chambre du Sénat.
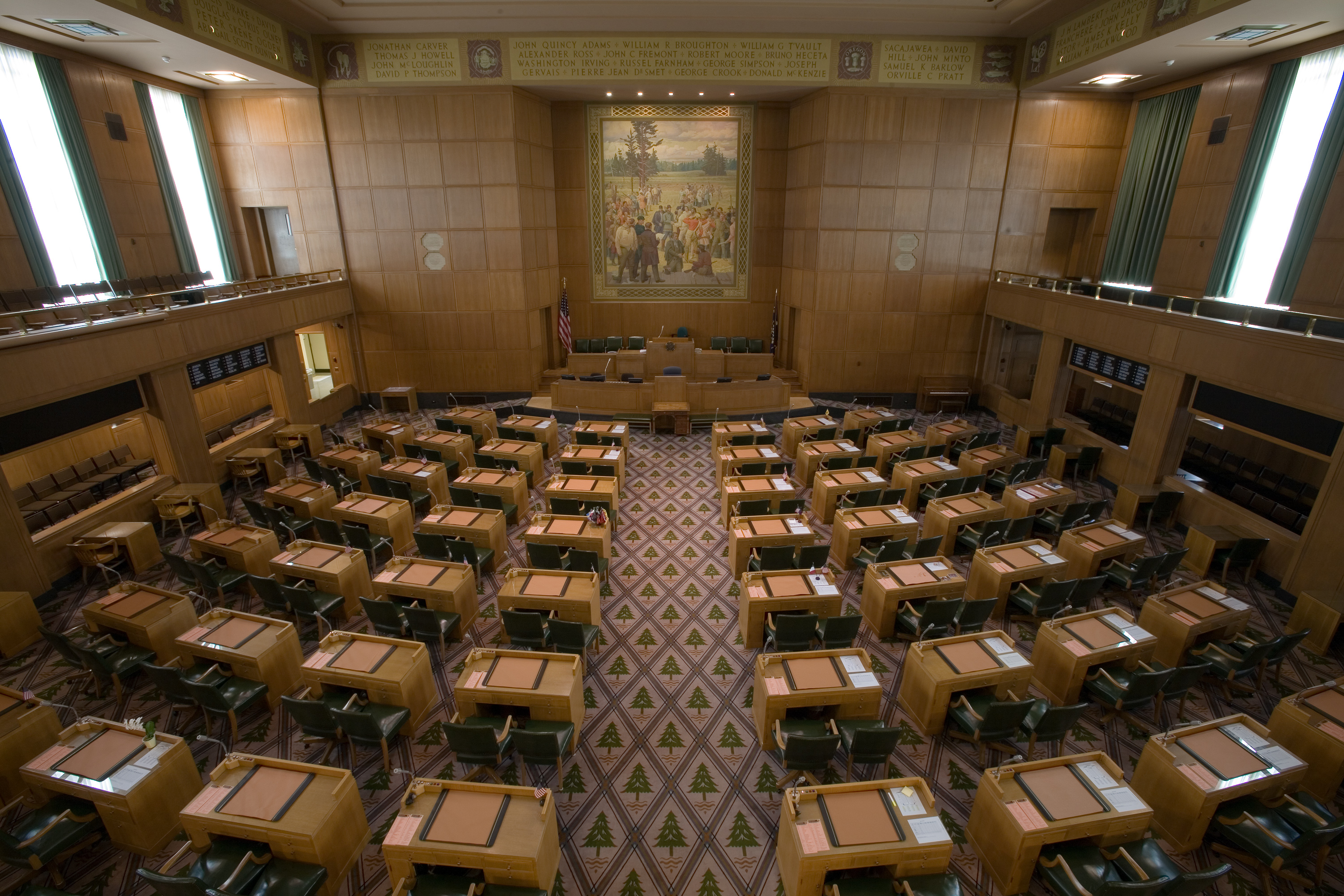
Chambre des représentants.
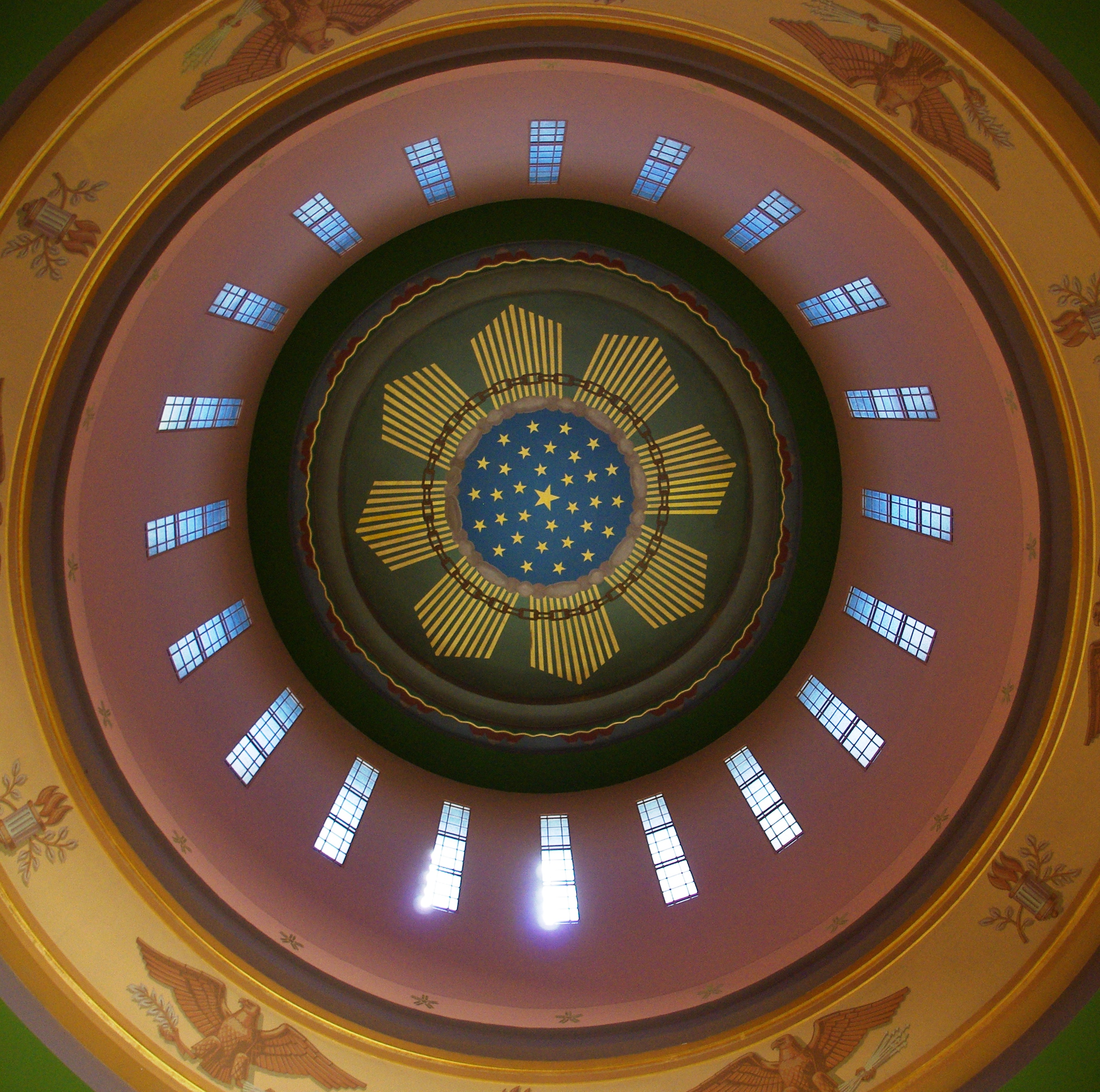
Décoration intérieure du dôme sous la rotonde.
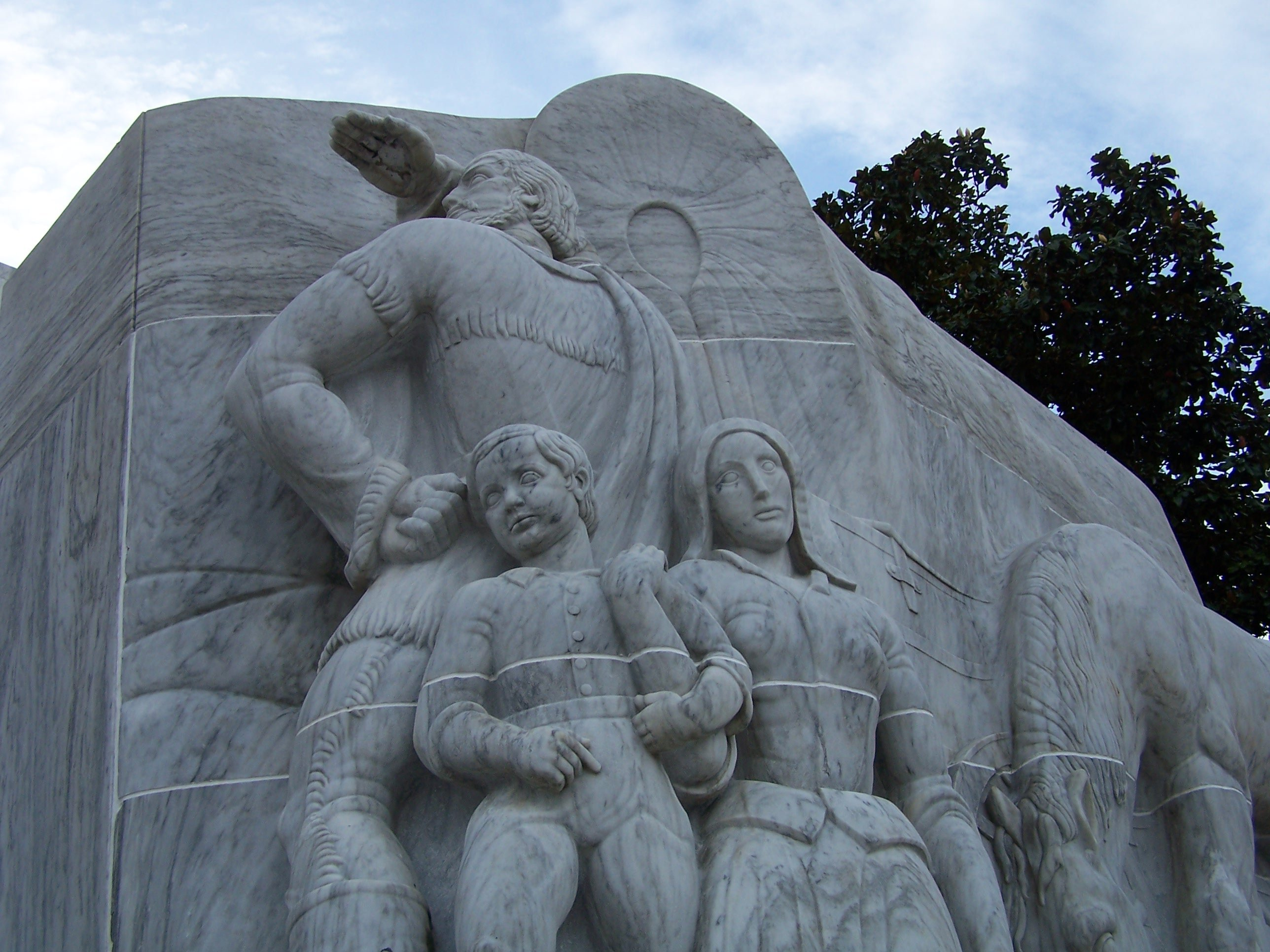
Sculpture en relief à l’entrée principale.
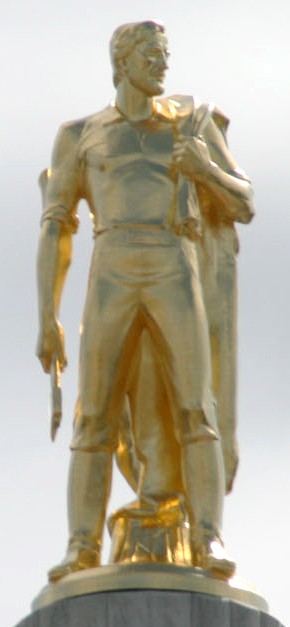
Statue dorée de l’Oregon Pioneer (en).
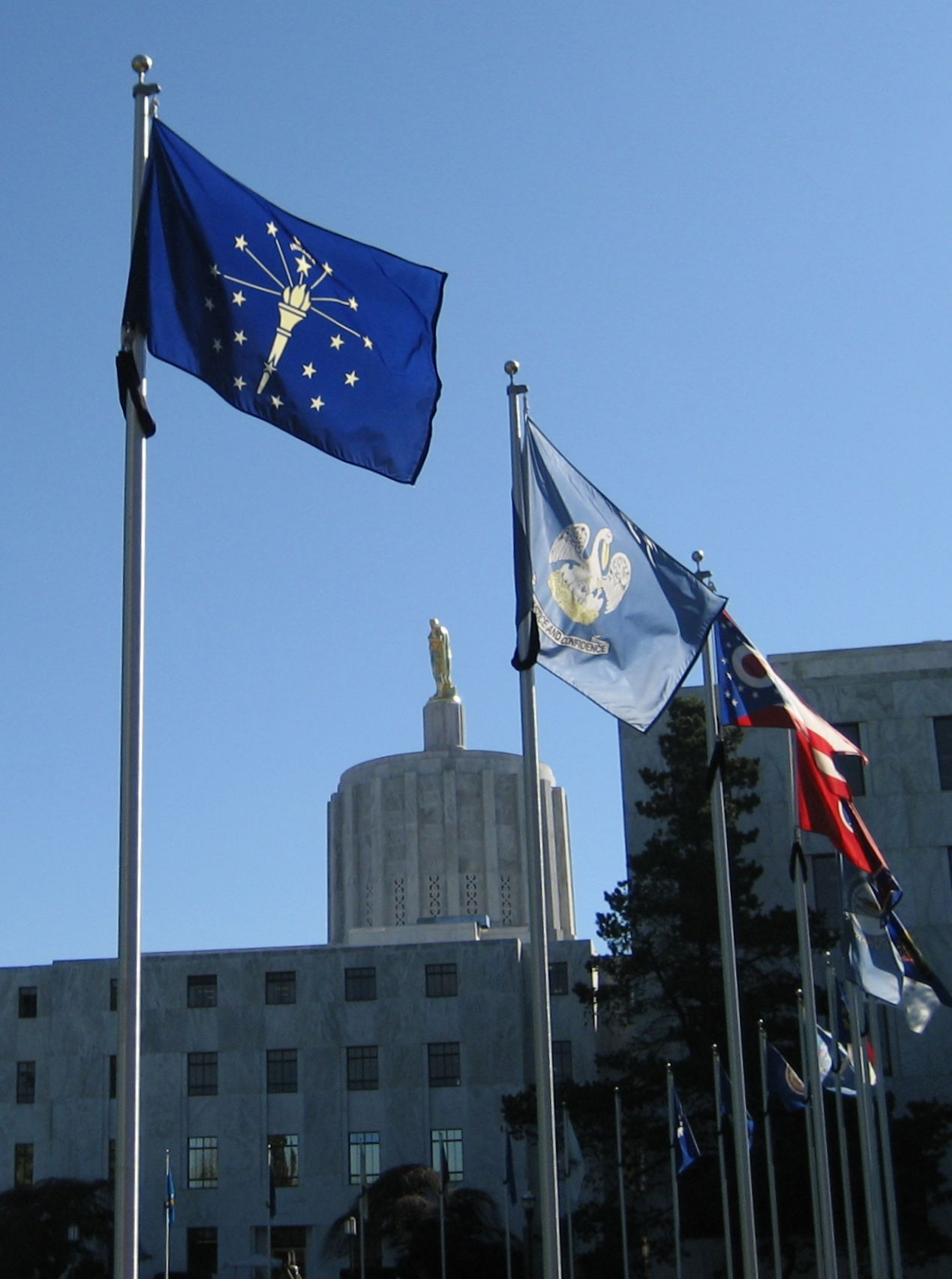
Drapeaux dans le jardin entourant le capitole.
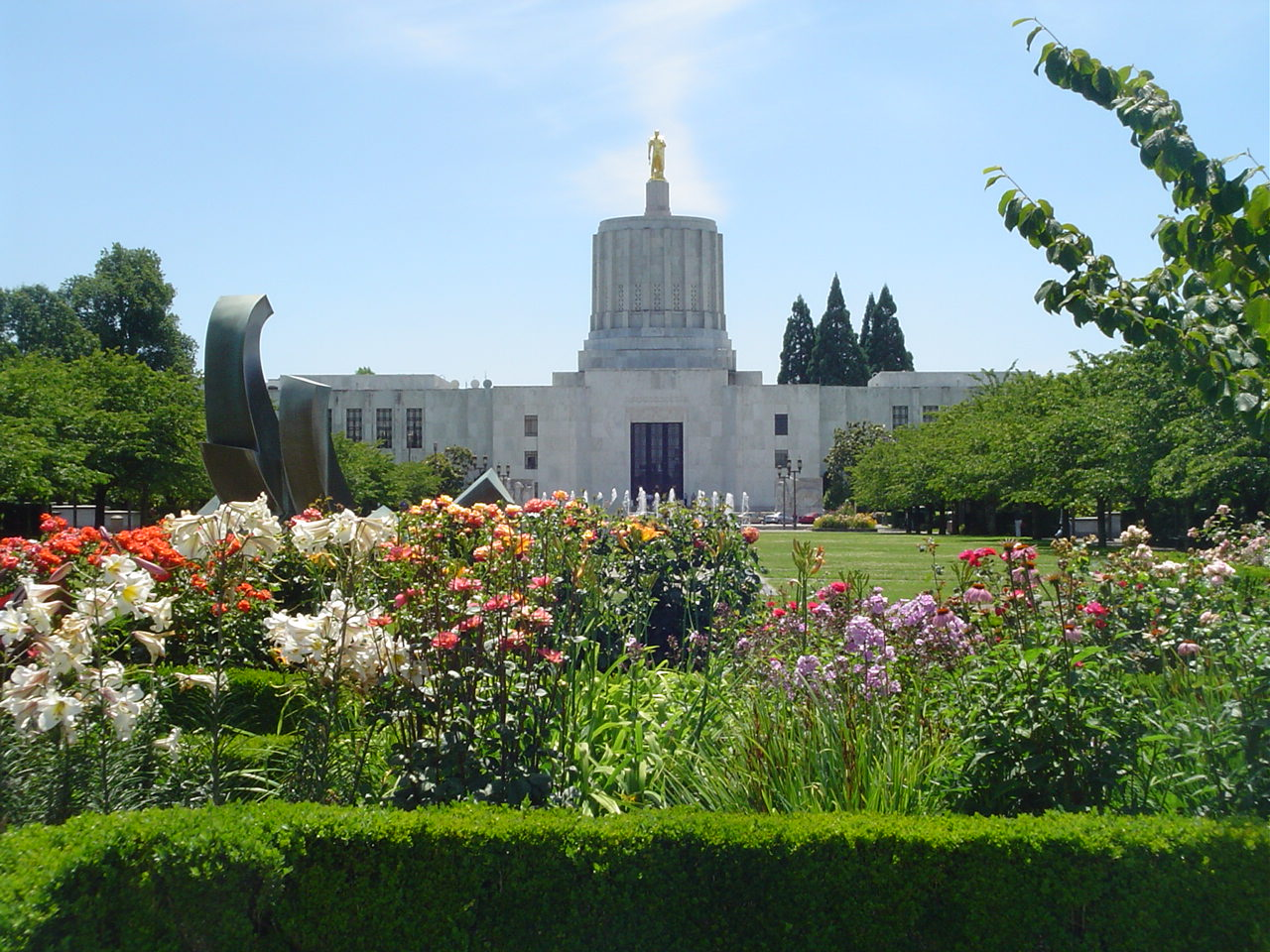
Jardins.
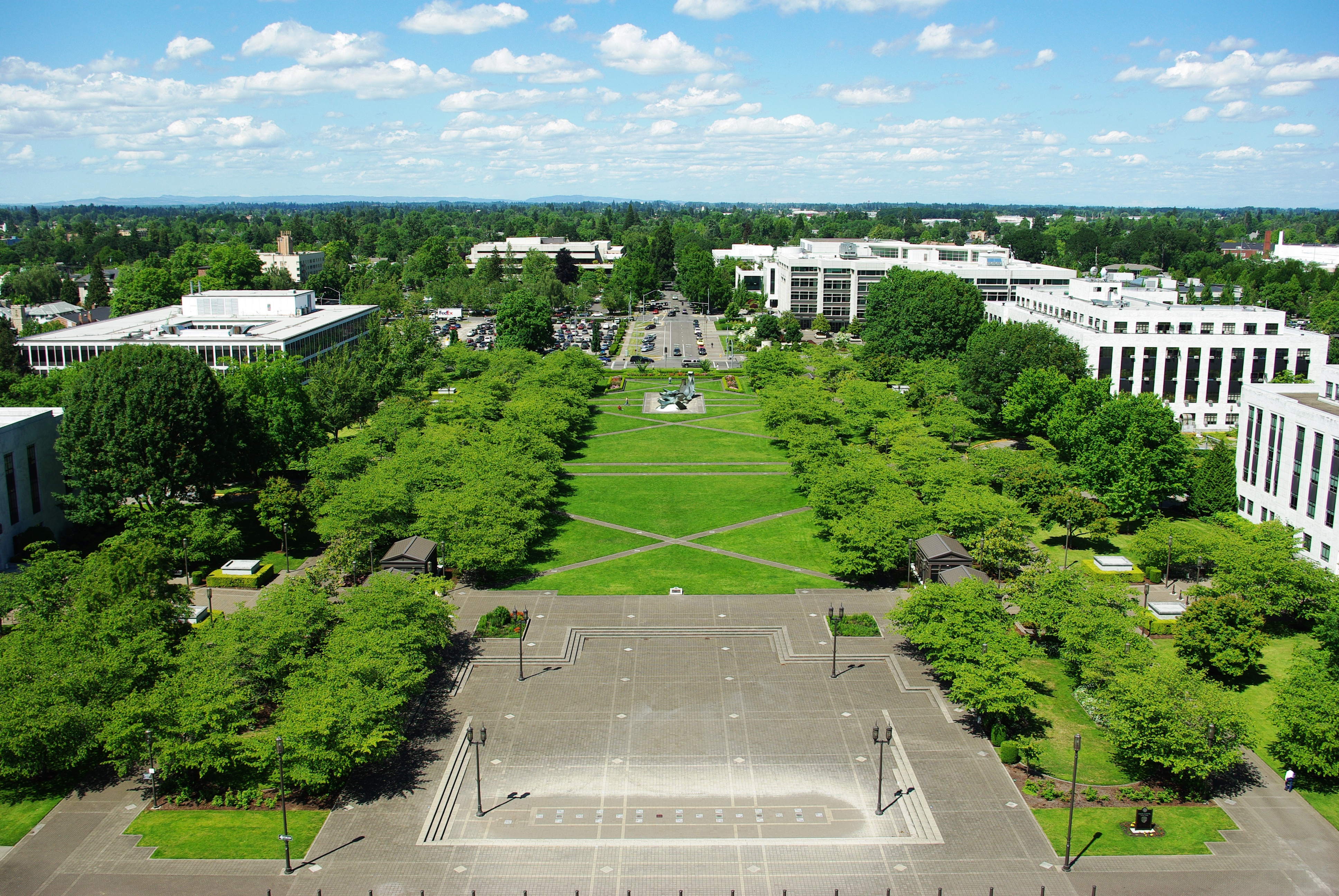
À l'entrée nord, l'aire protégée State Capitol State Park.

Le capitole de l'Oregon abrite la plupart des institutions du gouvernement de l'Oregon comme la chambre du Sénat et la chambre des Représentants, les bureaux du Gouverneur, du Trésorier et du Secrétaire d'État. Au centre, le sol sous la rotonde est décoré du sceau de l’État sculpté en bronze par Ulric Ellerhusen. Ellerhusen sculpta également la statue de l’Oregon Pioneer (en) située à l'extérieur au sommet du dôme. Le dôme culmine à 32 mètres au-dessus du sceau.
L'intérieur du dôme fut peint par Frank H. Schwarz. Le motif représente 33 étoiles rappelant que l'État fut le 33e à entrer dans l'Union. Huit médailles peintes près du sommet des murs représentent les huit objets du sceau de l'État. Quatre peintures murales font référence à l'histoire de l'État. La première dépeint Robert Gray lors de son exploration du fleuve Columbia de 1792, la seconde figure l'expédition Lewis et Clark, et les deux autres des « chariots Conestoga » qui furent utilisés par les premiers pionniers de la région. Ces peintures murales sont l'œuvre de Schwarz et Barry Faulkner. D'autres peintures près du grand escalier représentent un saumon (emblème de l'Oregon avant sa période américaine) et des industries importantes dans l'histoire de l'État. Une galerie de peintures est présente également au premier étage.
La chambre des représentants de l'Oregon est couverte d'un tapis fait sur mesure. Ce tapis montre un sapin de Douglas qui est l'arbre emblème de l'État. Le mobilier et les décorations sont en bois de chêne doré.
Une grande peinture réalisée par Faulkner décrit la « réunion Champoeg » (1843) où le premier gouvernement de l'Oregon fut institué. La chambre du sénat est meublée et garnie en bois de noyer noir. Un tapis sur mesure est décoré de motifs en rapport avec l'agriculture et la pêche. La grande peinture murale dans ce local fut peinte par Schwarz et représente une scène de rue de Salem. Sur les frises des murs des deux chambres se trouvent 158 noms de personnes importantes dans l'histoire de l'État. Au second étage, on trouve la suite du gouverneur composée de plusieurs bureaux. Le mobilier est ici aussi en bois de noyer noir, hormis une table faite avec 40 espèces différentes de bois.
De nombreuses œuvres sont situées à l'extérieur du bâtiment. Le sculpteur Leo Friedlander utilisa du marbre du Vermont pour réaliser ses sculptures en relief de chaque côté de la porte d'entrée principale. Une sculpture représente Meriwether Lewis, William Clark, et l'Indienne Sacagawea avec une carte de leur expédition. Une autre représente des pionniers avec leurs chariots et une carte de la Piste de l'Oregon. Ellerhusen créa également cinq sculptures en relief en marbre à l'extérieur et une sculpture en métal conçue par Tom Morandi se situe près de l'entrée sud. Ellerhusen réalisa aussi six sculptures en bronze à l'entrée principale (trois à l'intérieur et trois à l'extérieur).
Le bâtiment mesure 211,2 m sur 79,1 m. La plus ancienne partie du bâtiment fait 16,3 m de haut alors que les annexes datant de 1977 ont 20,9 m. La superficie du capitole est d’environ 21 720 m2 et son volume 90 600 m3.
En 1997, l'assemblée législative créa une association sans but lucratif dans le but de mettre en valeur le capitole. En 2005, la fondation termina la pose dans le parc des 50 drapeaux des États composant le pays. De 2007 à 2008, une restauration des ailes du capitole d'un montant total de 24 millions de dollars s'est déroulée.

## Alentours

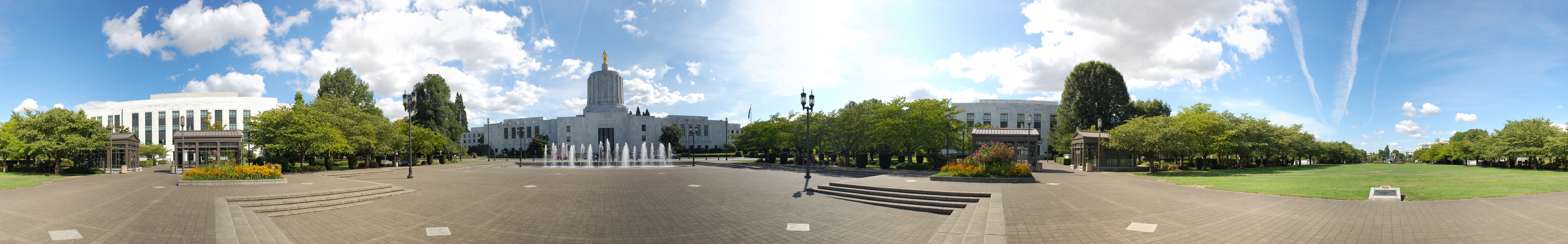
Vue panoramique

Les terrains entourant le capitole couvrent trois quartiers de la ville et comportent en particulier les parcs Willson et Capitol. Près de l'entrée occidentale du capitole se trouve une réplique de la Liberty Bell de Philadelphie. Cette cloche est l'une des 53 répliques construites en France et offertes aux États-Unis pour chacun de ses États. L'Oregon reçut sa cloche le 4 juillet 1950. Les terrains sont agrémentés d’arbres et de buissons dont l'épicéa bleu, le mahonia à feuilles de houx (plante emblème de l'État), le séquoia géant, le séquoia à feuilles d'if, l'érable palmé, des cornouillers, le poirier de Chine, des cerisiers, du houx, des rhododendrons, et des magnolias. Un sapin de Douglas fut planté à partir d’une semence qui voyagea vers la Lune à bord d'Apollo 14 en 1971. L'arbre fut transplanté près du capitole en 1976 alors qu’il avait été précédemment planté près de l'université d'État de l'Oregon.
À l'est du capitole s’étend le Capitol Park qui comporte une statue faite par A. Phimister Proctor représentant John McLoughlin. On y trouve aussi une statue de Jason Lee réalisée par Gifford Proctor. Des colonnes provenant de l'ancien capitole incendié sont également visibles,.
Lee établit dans la ville une mission religieuse de confession méthodiste qui devint plus tard l'université Willamette. McLoughlin, de la Compagnie de la Baie d'Hudson, fut proclamé « Père de l'Oregon ». Une statue intitulée Circuit Rider fut ajoutée en 1924 en hommage aux premiers prêcheurs. Durant la tempête du jour de Christophe Colomb en 1962, la statue fut endommagée mais réparée dès 1963. Il existe également un mémorial en l'honneur des récipiendaires de la médaille d'honneur originaires de l'Oregon. Ce mémorial inauguré le 18 septembre 2004 possède treize piliers de granite et des plaques en bronze avec des images et des citations pour chaque bénéficiaire.
À l'ouest du bâtiment se trouve le Willson Park nommé en hommage au fondateur de la ville de Salem William H. Willson. De 1853 à 1965, le parc se nommait Salem city park. Lorsque le parc fut repris par l'État, la compagnie Lloyd Bond and Associates fut choisie pour le redessiner. Le jardin comporte une fontaine datant de 1982 nommée Waite Fountain et une sculpture datant de 1991 qui représente des animaux. La fontaine fut offerte en 1907 à l'État en l'honneur de l'homme d’affaires E. M. Waite par sa femme. L'autre fontaine, nommée Breyman Brothers Fountain, fut ajoutée en 1904 et rend hommage à Werner et Breyman. La fontaine était dans le passé décorée d'une statue d'un soldat de la guerre hispano-américaine. Aujourd'hui, la fontaine n'est plus active et est simplement garnie de fleurs. En 2005, un alignement de drapeaux des États américains fut ajouté. À proximité du capitole, on trouve aussi la Sprague Fountain et le Wall of Water. Datant de 1985, la Capitol Beaver family représente un castor qui est l'animal emblème de l’État. Enfin, on trouve un monument de la paix offert par la Society of Prayer for World Peace et un parterre de rosiers.